# بورديتيلا هولمزية
بورديتيلا هولمزية (الاسم العلمي: Bordetella holmesii) هي نوع من البكتيريا، سلبية الغرام، تتبع البورديتيلا.